# Сумаїд
Сумаід або Сумейд (англ. Sumayd, араб. قرية صميد) — поселення в Сирії, що складає невеличку друзьку общину в нохії Аль-Аріка, яка входить до складу однойменної мінтаки Шахба в південній сирійській мухафазі Ас-Сувейда.